# Disordini in Corsica del 2022
I disordini in Corsica del 2022 sono una serie di manifestazioni di proteste avvenute in Corsica da marzo ad aprile 2022.

## Contesti e storia
La protesta è scoppiata dopo il tentato omicidio di Yvan Colonna, un militante indipendentista corso condannato per l'omicidio del prefetto Claude Érignac nel 1998, da parte di un detenuto jihadista in un carcere francese. Colonna è poi deceduto il 21 marzo, senza aver mai ripreso conoscenza.
Il ministro dell'interno Gérald Darmanin si è recato in Corsica per una politica di distensione, il presidente Emmanuel Macron in corsa per le elezioni presidenziali, ha promesso l'autonomia.
Ad Ajaccio un gruppo di corsi che tentarono di penetrare nel Palazzo di Giustizia per la richiesta di libertà del detenuto Colonna, a Calvi un gruppo di indipendentisti attaccano con molotov la prefettura, a Bastia è in atto la guerriglia urbana.
In Sardegna al consolato francese di Sassari ci sono state manifestazioni di solidarietà da parte di esponenti dell'indipendentismo sardo: Indipendèntzia Repùbrica de Sardigna, ProgReS, Torra, Liberu e Sardigna Natzione Indipendentzia.
Ulteriori scontri si sono verificati ad Ajaccio il 3 aprile.